# Lycium bosciifolium
Lycium bosciifolium ist eine Pflanzenart aus der Gattung der Bocksdorne (Lycium) in der Familie der Nachtschattengewächse (Solanaceae).

## Beschreibung
Lycium bosciifolium ist ein 1,5 bis 3 (selten bis 4) m hoher, aufrecht wachsender, verworren wachsender Strauch. Seine Laubblätter sind nahezu sukkulent, unbehaart und 10 bis 30 mm lang, sowie 3 bis 8 mm breit.
Die Blüten sind zwittrig und meist fünfzählig, nur selten auch vierzählig. Der Kelch ist röhrenförmig bis glockenförmig. Die Kelchröhre ist 3 bis 5 mm lang und mit 0,8 bis 1 mm langen Kelchzipfeln besetzt. Die Krone ist halb-eiförmig und gespreizt, sie ist schmutzig-weiß bis grünlich-cremeweiß gefärbt und besitzt violette Kronlappen. Die Kronröhre besitzt eine Länge von 10 bis 16 mm, die Kronlappen sind 2 bis 3 mm groß.
Die Frucht ist eine rote, selten auch schwarz gefärbte Beere, die meist langgestreckt elliptisch, selten auch eiförmig ist. Sie wird 5 bis 6 mm lang und 3 bis 5 mm breit. 

## Vorkommen
Die Art ist auf dem Afrikanischen Kontinent verbreitet und kommt dort in Südafrika in der Provinz Nordkap, sowie in Namibia, im Süden Angolas und im Südwesten Botswanas vor.

## Systematik
Innerhalb der Bocksdorne (Lycium) wird die Art nach phylogenetischen Untersuchungen in eine Klade mit anderen altweltlichen Arten der Gattung gruppiert. Innerhalb dieser Klade ist die Art nahe verwandt mit den Arten Lycium acutifolium, Lycium eenii, Lycium shawii, Lycium schweinfurthii, Lycium hirsutum und Lycium villosum.

## Belege
- J.S. Miller und R.A. Levin: Lycium bosciifolium. In: Project Lycieae
- Rachel A. Levin et al.: Evolutionary Relationships in Tribe Lycieae (Solanaceae). In: D.M. Spooner, L. Bohs, J. Giovannoni, R.G. Olmstead und D. Shibata (Hrsg.): Solanaceae VI: Genomics meets biodiversity. Proceedings of the Sixth International Solanaceae Conference, ISHS Acta Horticulturae 745, Juni 2007. ISBN 978-90-6605-427-1. S. 225–239.